# Thesium ebracteatum
Thesium ebracteatum là một loài thực vật có hoa trong họ Santalaceae. Loài này được Hayne miêu tả khoa học đầu tiên năm 1800.